# صادق حسن السوداني
صادق حسن السوداني (1946 - ) هو كاتب ومترجم ومؤرخ عراقي، من مواليد الأعظمية ببغداد.

## حياته وتعليمه
ولد صادق السوداني في حي الكسرة (الأعظيمة حالياً) في العاصمة العراقية بغداد عام 1946، درس الابتدائية والمتوسطة والإعدادية في مدارس بغداد، وأكمل دراسته الجامعية في جامعة بغداد، وحصل على شهادة بكالوريوس تاريخ في كلية التربية عام 1963، وبعد تخرجه قرر دراسة الماجستير في معهد الدراسات الإسلامية في نفس الجامعة، وحصل على ماجستير تاريخ حديث ومعاصر عام 1968، أرسل ببعثة دراسية إلى بريطانيا بين عامي 1981 - 1982، لإكمال دراسة الدكتوراه في جامعة إكستر وحصل عليها عام 1988. عمل في المؤسسات التعليمية حتى أحيل إلى التقاعد عام 2013.

## مؤلفاته
1. المس بيل وأثرها في السياسة العراقية.
2. النشاط الصهيوني في العراق : 1914-1952.
3. لفائف من تاريخ اليهود.
4. لمحات موجزة من تاريخ نضال الشعب العراقي
5. يهود الولايات المتحدة الأمريكية: دراسة تاريخية سياسية
6. العلاقات العراقية-السعودية، 1920 - 1931: دراسة في العلاقات السياسية.
7. تاريخ الدول الكبرى 1914 - 1945.
8. مجلس العموم البريطاني ودوره في مناقشة أهم القضايا الروسية في عهد القيصر ألكسندر الثالث.
9. وقائع الندوة العلمية الحوارية الموسومة: مؤتمر القاهرة 1921 وتداعياته على مستقبل العراق، أقيمت في 18 آذار 2021 م في كلية الإمام الكاظم (ع).